# Urquhart Castle

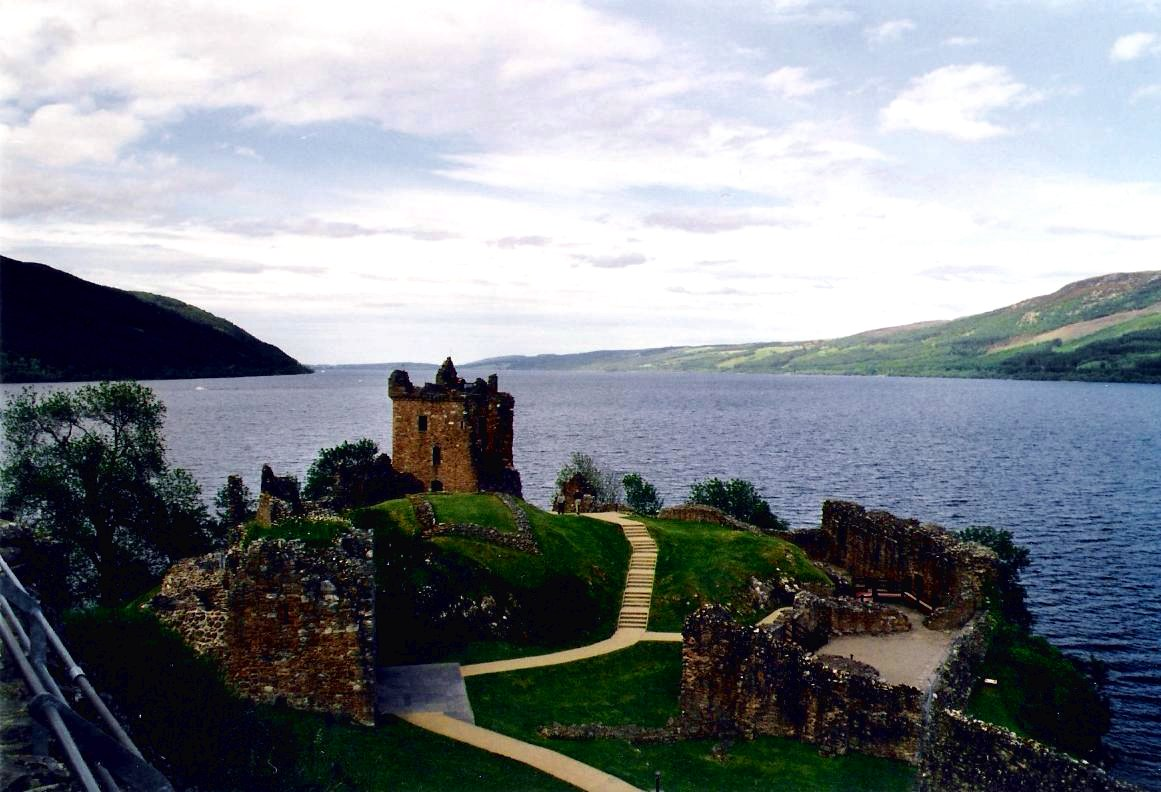
Urquhart Castle med sjön Loch Ness i bakgrunden

Urquhart Castle är en slottsruin vid Loch Ness i Skottland. Det byggdes i början av 1200-talet. 1296 erövrades slottet av Edvard I av England.

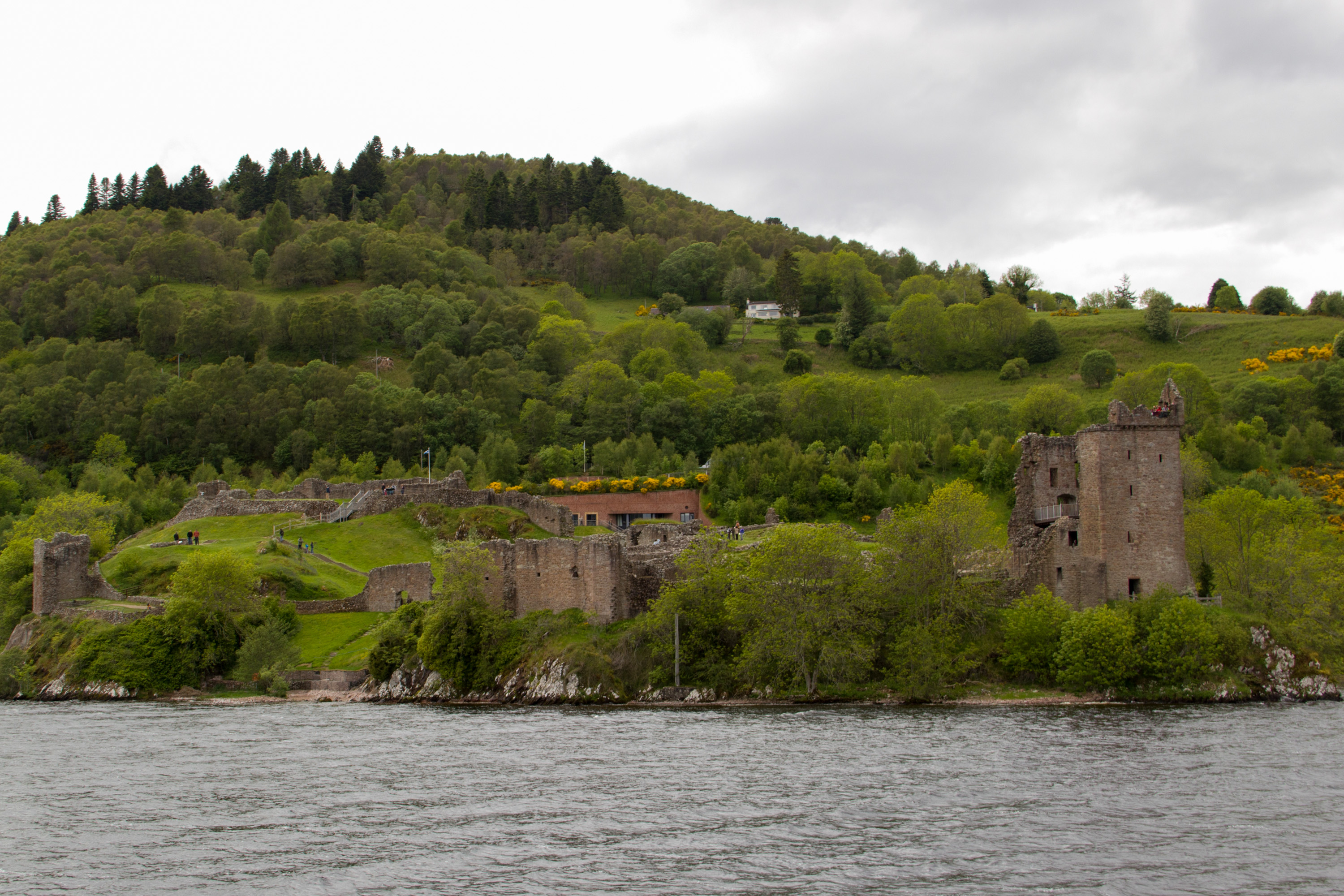
Urquhart Castle sett från Loch Ness

De nuvarande ruinerna är från 1200- till 1500-talet, men de är byggda på platsen för en tidig medeltida befästning. Urquhart grundades på 1200-talet och hade en roll i de skotska frihetskrigen på 1300-talet. Det blev därefter kungligt slott. Urquhart plundrades vid flera tillfällen av klanen MacDonald. Från 1509 ägdes slottet av klanen Grant. Slottet övergavs i mitten av 1600-talet. 1692 förstördes det delvis, för att förhindra att det användes av jakobitiska styrkor, och det förföll därefter. På 1900-talet övertogs slottet av den brittiska staten och allmänheten fick tillträde till det. Urquhart är ett av de mest besökta slotten i Skottland och hade 547 518 besökare år 2019.